# Modoc Point
Modoc Point (korábban Lelu) az Amerikai Egyesült Államok északnyugati részén, Oregon állam Klamath megyéjében, a U.S. Route 97 mentén, a Klamath-tó közelében elhelyezkedő önkormányzat nélküli település. Nevét a Modoc-csúcsról (Modoc Point) kapta.
A postát 1916-ban alapították. A Southern Pacific Railroad 1911-ben nyitotta meg Lelu vasútállomását. Lelu törzsfőnök volt az 1864. október 14-ei egyezmény egyik aláírója; neve a francia „le loup” (szürke farkas) kifejezésből ered.

## Fordítás
- Ez a szócikk részben vagy egészben  a   Modoc Point, Oregon című angol Wikipédia-szócikk ezen változatának fordításán alapul.  Az eredeti cikk szerkesztőit annak laptörténete sorolja fel. Ez a jelzés csupán a megfogalmazás eredetét és a szerzői jogokat jelzi, nem szolgál a cikkben szereplő információk forrásmegjelöléseként.